# Skupina půd melanických
Skupina půd melanických (řecké melanos – tmavý) zahrnuje půdy s výrazným melanickým humusovým horizontem. V rámci Morfogenetického klasifikačního systému půd ČSSR se ve skupině Leptosolů rozlišují tři půdní typy lišící se hlavně matečným substrátem. V případě rankeru se jedná o mělké a skeletnaté[kdo?] zvětraliny či svahoviny silikátových hornin. Rendziny se nachází převážně na karbonátových a silikátokarbonátových zvětralinách. Pararendziny se vyvíjí čistě na silikátokarbonátových a karbonátosilikátových svahových zvětralinách. Ve skupině Kambisolů se melanická vrstva vyskytuje ve dvou  půdních typech: kambizem, vyvinutý na magmatických a sedimentárních svahových substrátech a pelozem, na substrátu převážně břidlicovitých a jílovitých svahovin.     